# Kreuz der Engel

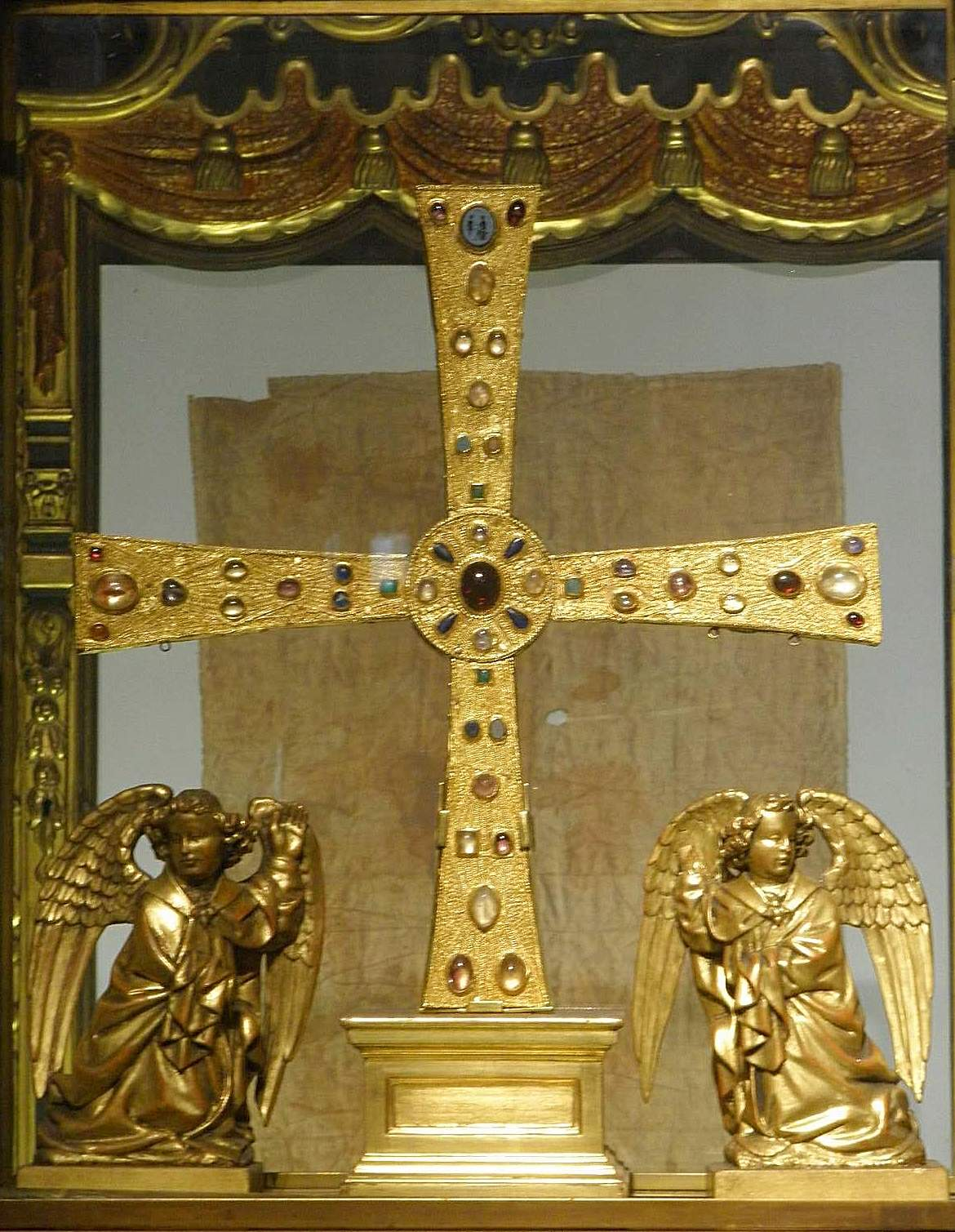
Kreuz der Engel, Vorderseite

Das Kreuz der Engel (Cruz de los Ángeles) ist ein Kreuzreliquiar in Form eines griechischen Kreuzes, das in der Cámara Santa der Kathedrale von Oviedo in Spanien aufbewahrt wird.

## Geschichte

### Legende
Die Legende, die Bischof Lucas von Tuy († 1249) in seinem Werk festgehalten hat, besagt, dass König Alfons II. von Asturien der Kirche San Salvador in Oviedo ein Kreuz aus Gold und Edelsteinen schenken wollte, und dass ihn eines Tages, nachdem er an der Messe teilgenommen hatte und im königlichen Palast angekommen war, zwei Engel in der Gestalt von Pilgern aufsuchten und sagten, dass sie Goldschmiede seien. Der König stellte ihnen Gold, Edelsteine und ein Haus zur Verfügung, damit sie ungestört arbeiten konnten. Er wollte aber herausfinden, wem er sein Gold und die Edelsteine gegeben hatte und schickte mehrere Personen nacheinander zu den beiden „Goldschmieden“, um zu sehen, was sie taten. Alle Diener des Königs, die in dem Haus ankamen, stellten fest, dass darin große Helligkeit herrschte, die sie daran hinderte, festzustellen, was dort geschah, und sie gingen zum König, um ihm das mitzuteilen. Er ging selbst zu dem Haus, das er aber leer vorfand. Zurückgeblieben war nur ein intensiv leuchtendes Kreuz. Alfons II. brachte es in die Kirche San Salvador, wo er es auf dem Altar aufgestellt wurde. Die Legende gab dem Kreuz seinen Namen.

### Fakten
Das Kreuz der Engel wurde der Kirche San Salvador von König Alfons II. 808 geschenkt, wie eine Inschrift auf der Rückseite des Kreuzes belegt, vielleicht anlässlich der Weihe der von ihm als Vorgängerbau der heutigen Kathedrale errichteten Kirche. Es zeigt sich heute in einer vielfach restaurierten Fassung. Ursprünglich diente es als Altarschmuck und Vortragekreuz und hing über dem Hauptaltar.
Während des asturischen Bergarbeiterstreiks 1934 wurde unter der Cámara Santa von den Revolutionären eine Bombe gezündet. Dabei erlitten auch die dort aufbewahrten Gegenstände, darunter das Kreuz der Engel, schwere Schäden. Sie wurden bis 1942 restauriert. Dabei wurden jedoch keine Vorkehrungen getroffen, um später zu ermöglichen, die ursprüngliche Substanz von den ergänzten Teilen zu unterscheiden.

1977 wurde das Kreuz der Engel zusammen mit anderen Gegenständen aus der Cámara Santa gestohlen und von dem Dieb zerlegt. Bevor er die Beute verkaufen konnte, wurde er jedoch gefasst.
 Anlässlich der nun erneut erforderlichen Wiederherstellung wurde eine Kommission unter dem Vorsitz des Dompropstes gebildet, um den Prozess zu beauftragen und zu überwachen. Nach Abschluss der Arbeiten kehrte das Kreuz am 14. September 1985 in die Cámara Santa zurück.

## Beschreibung
Das Kreuz hat die Form eines griechischen Kreuzes: Die Länge der vier Arme ist fast identisch. Sie gehen von einer Scheibe in der Mitte aus. Es ist 465 mm hoch und 450 mm breit und die zentrale Scheibe, die die Arme zusammenfasst, misst 85 mm. Der Durchmesser der Arme beträgt etwa 25 mm. Es wiegt 1,765 kg. Das Kreuz besteht aus zwei Stücken Wildkirschholz. Dieser Holzkern ist mit dünnem Goldblech verkleidet, das von kleinen Nägeln, ebenfalls aus Gold, gehalten wird. In jedem der Arme des Kreuzes befindet sich ein kleines Kästchen zur Aufbewahrung von Reliquien. Jedes der vier Kästchen hat dafür einen Schiebedeckel.
An den Querarmen befinden sich Ösen für Anhänger, ähnlich westgotischen Votivkronen. Zeitgenössische Abbildungen des Kreuzes mit entsprechenden Anhängern, den Buchstaben Alpha und Omega, finden sich auf Wandmalereien in der Kirche San Julián de los Prados.

### Vorderseite
Die Vorderseite des Kreuzes ist mit 48 Steinen, gefasste Cabochons und Kameen, verziert, von denen fünf hier zweitverwendet wurden. Einige der Steine sind Halbedelsteine, wie Granate und Achat. Die Goldfläche ist filigran punziert und mit polychromen Perlen verziert. Von den römischen Kamees, die in das Kreuz eingebettet sind, stellt eine einen jungen römischen Bauern dar, eine andere die Göttin Athene, eine dritte zeigt einen Ziegenkopf mit dem Körper einer Schlange und eine weitere Aeneas, der die Stadt Troja verlässt.

### Rückseite
Die Rückseite des Kreuzes ist glatt und mit getriebenem Goldblech bedeckt, aber an jedem der vier Enden des Kreuzes befindet sich ein Stein, umgeben von zwei Kreisen aus kleineren Steinen. Hier befand sich auf der zentralen Scheibe eine römische Achat-Kamee, umgeben von einem Kreis aus Perlen. Diese Kamee musste nach dem Diebstahl von 1977 ersetzt werden. Der Ersatz wurde in Deutschland hergestellt.
Inschrift
Die Inschrift auf der Rückseite des Kreuzes belegt das Jahr, in dem es gefertigt wurde, und den Namen des Stifters, König Alfons II.:
- Oberer Arm: SVSCEPTVM PLACIDE MANEAT HOC IN HONORE D[OMI]NI / OFFERT ADEFONSVS HVMILIS SERVVS XP[IST]I
- Rechter Arm (linker Arm von der Seite des Betrachters): QVISQVIS AVFERRE PRESVMSERIT MIHI / FVLMINE DIVINO INTEREAT IPSE
- Linker Arm (rechter Arm von der Seite des Betrachters): NISI LIBENS VBI VOLVNTAS DEDERIT MEA / HOC OPVS PERFECTVM EST IN ERA DCCCXLVI
- Unterer Arm: HOC SIGNO TVETVR PIVS HOC SIGNO VINCITVR INIMICVS

Übersetzung: „Gnädig angenommen, möge dieses bleiben zur Ehre des Herrn. Alfons, demütiger Diener Christi, bringt es dar. Wer sich anmaßt, mich wegzutragen, außer wohin mein freier Wille es gewährt, derselbe möge durch göttlichen Bahnstrahl untergehen. Dieses Werk wurde in der Ära 846 vollendet. Durch dieses Zeichen erhält der Fromme Schutz. Durch dieses Zeichen wird der Feind besiegt.“

## Kunsthistorische Einordnung
Aufgrund seiner Machart als auch typologisch verweist das Kreuz der Engel auf lombardische Kreuze, die zwischen dem 7. und 9. Jahrhundert in Norditalien hergestellt wurden.
Zusammen mit dem Kreuz des Sieges ist das Kreuz der Engel Repräsentant einer sonst aus dieser Zeit nicht weiter belegten Gruppe von Kreuzen, die zur Ausstattung besonders bedeutender asturischer Kirchen gehörten. Auch aus der vorangegangenen, westgotischen Zeit sind keine weiteren Exemplare bekannt.

## Wissenswert
Das Kreuz der Engel erscheint im Wappen von Oviedo. Die Inschrift HOC SIGNO TVETVR PIVS HOC SIGNO VINCITVR INIMICVS steht, mit dem Kreuz des Sieges, im Wappen Asturiens.